# Frankfurt-Unterliederbach
Unterliederbach is een stadsdeel van Frankfurt am Main. Het stadsdeel ligt in het westen van Frankfurt. Unterliederbach is met ongeveer 14.500 inwoners een middelgroot stadsdeel van Frankfurt. In Unterliederbach is de Ballsporthalle voor sportevenementen en de Jahrhunderthalle voor concerten. 
In 1917 werd Unterliederbach onderdeel van de gemeente Höchst am Main. In 1928 werd deze gemeente onderdeel van Frankfurt am Main.

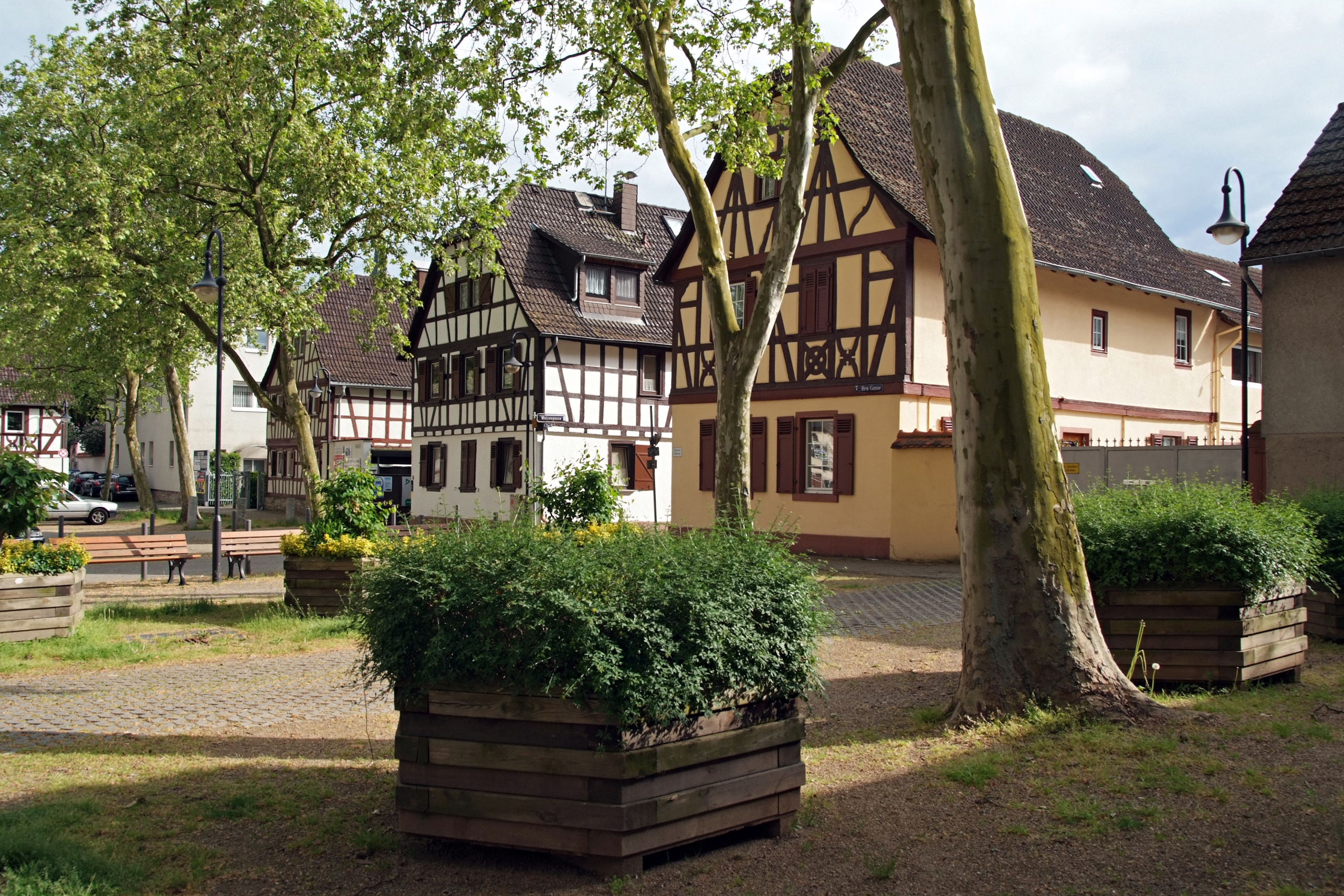
Het marktplein in Unterliederbach

Altstadt · Bahnhofsviertel · Bergen-Enkheim · Berkersheim · Bockenheim · Bonames · Bornheim · Dornbusch · Eckenheim · Eschersheim · Fechenheim · Flughafen · Frankfurter Berg · Gallus · Ginnheim · Griesheim · Gutleutviertel · Harheim · Hausen · Heddernheim · Höchst · Innenstadt · Kalbach-Riedberg · Nied · Nieder-Erlenbach · Nieder-Eschbach · Niederrad ·  Niederursel · Nordend · Oberrad · Ostend · Praunheim · Preungesheim · Riederwald · Rödelheim · Sachsenhausen · Schwanheim · Seckbach · Sindlingen · Sossenheim · Unterliederbach · Westend · Zeilsheim